# Bue digre
Bue digre (nórdico antiguo: Búi, apodado el gordo) (m. 986) es un personaje que aparece en la saga Jomsvikinga, Jómsvikingadrápa y Heimskringla, un vikingo del siglo X hijo del jarl Vesete.  
Búi y su hermano Sigurd Kappe organizaron una flota con varias naves y se dirigieron a Jomsborg para unirse a los jomsvikings, donde Búi murió en la batalla de Hjörungavágr. 
Las sagas le citan como un hombre alto y fuerte, pero también rebelde, orgulloso y de pocas palabras. Según la saga Jomsvikinga, durante la batalla fue herido en la barbilla y le fue seccionado el labio. Enfrentado a Sigmundur Brestisson quien le amputó las dos manos, agarró todo el oro que pudo en un cofre y saltó por la borda. No se le vuelve a citar en ninguna otra fuente, por lo que se supone murió ahogado.